# Municipio de Fairview (condado de Henry)
El municipio de Fairview (en inglés: Fairview Township) es un municipio ubicado en el condado de Henry en el estado estadounidense de Misuri. En el año 2010 tenía una población de 828 habitantes y una densidad poblacional de 9,69 personas por km².

## Geografía
El municipio de Fairview se encuentra ubicado en las coordenadas 38°14′8″N 93°48′30″O / 38.23556, -93.80833. Según la Oficina del Censo de los Estados Unidos, el municipio tiene una superficie total de 85.43 km², de la cual 81,47 km² corresponden a tierra firme y (4,64 %) 3,96 km² es agua.

## Demografía
Según el censo de 2010, había 828 personas residiendo en el municipio de Fairview. La densidad de población era de 9,69 hab./km². De los 828 habitantes, el municipio de Fairview estaba compuesto por el 97,95 % blancos, el 0,48 % eran afroamericanos, el 0,48 % eran amerindios, el 0,12 % eran de otras razas y el 0,97 % eran de una mezcla de razas. Del total de la población el 1,45 % eran hispanos o latinos de cualquier raza.